# Бур-Куновський
Бур-Куновський (пол. Bór Kunowski) — село в Польщі, у гміні Броди Стараховицького повіту Свентокшиського воєводства.
Населення — 202 особи (2011).

## Демографія
Демографічна структура на день 31 березня 2011 року:
|          | Загалом | Допрацездатний вік | Працездатний вік | Постпрацездатний вік |
| -------- | ------- | ------------------ | ---------------- | -------------------- |
| Чоловіки | 110     | 25                 | 65               | 20                   |
| Жінки    | 92      | 18                 | 40               | 34                   |
| Разом    | 202     | 43                 | 105              | 54                   |